# Mycetophila triaculeata
Mycetophila triaculeata är en tvåvingeart som beskrevs av Ostroverkhova 1977. Mycetophila triaculeata ingår i släktet Mycetophila och familjen svampmyggor. Inga underarter finns listade i Catalogue of Life.